# Furacão Helene (2006)
O furacão Helene foi o furacão mais forte junto com o furacão Gordon da temporada de furacões no oceano Atlântico de 2006. Helene também foi o nono ciclone tropical nomeado, o quarto furacão e o segundo grande furacão da temporada de 2006. Helene foi um furacão do tipo Cabo Verde de longa duração que se formou no extremo sudeste do Oceano Atlântico norte, alcançando a categoria 3 na escala de furacões de Saffir-Simpson assim que seguia através do Atlântico norte central. Helene nunca afetou a costa até o final de sua duração como um ciclone extratropical fraco, que provocou danos mínimos na porção norte das Ilhas Britânicas.

## História meteorológica
Na segunda semana de Setembro, uma onda tropical forte deixou a costa ocidental da África. A onda era bem organizada e em 11 de Setembro, mesmo antes de ele emergir no Atlântico, o Centro Nacional de Furacões acreditou que ele poderia rapidamente se desenvolver numa depressão tropical. Isto foi realmente o que aconteceu e a onda tornou-se a depressão tropical Oito na manhã de 12 de Setembro.
O grande tamanho da depressão fez dele ser razoavelmente lento para se desenvolver, combinada com ventos de cisalhamento no sudeste do Atlântico norte e a influência do Calima ao norte assim que seguia ao sul de Cabo Verde. As áreas de convecção também foram lentas em se desenvolver, com poucas bandas de tempestade no começo. Como resultado, o fortalecimento inicial foi adiado. Entretanto, em 13 de Setembro, a organização aumentou assim que as bandas de tempestade ficaram mais bem definidas e naquela noite, a depressão fortaleceu-se para a tempestade tropical Helene. A tempestade fortaleceu-se lentamente sobre as águas mornas do sudeste do Atlântico norte pouco depois que a tempestade começou a seguir para oeste-noroeste. Algumas áreas de ar seco vindos do calima continuaram a afetar o desenvolvimento em 14 de Setembro assim que Helene continuava a ser uma tempestade tropical mínima. Entretanto, Helene começou a sofrer rápida intensificação em 15 de Setembro assim que os ventos de cisalhamento diminuíram. A tempestade ficou mais bem organizada com bandas de tempestade bem definidas e estabilizou-se naquela noite com a intensidade pouco menor do que a força de um furacão.

O furacão Gordon (topo) e Helene.

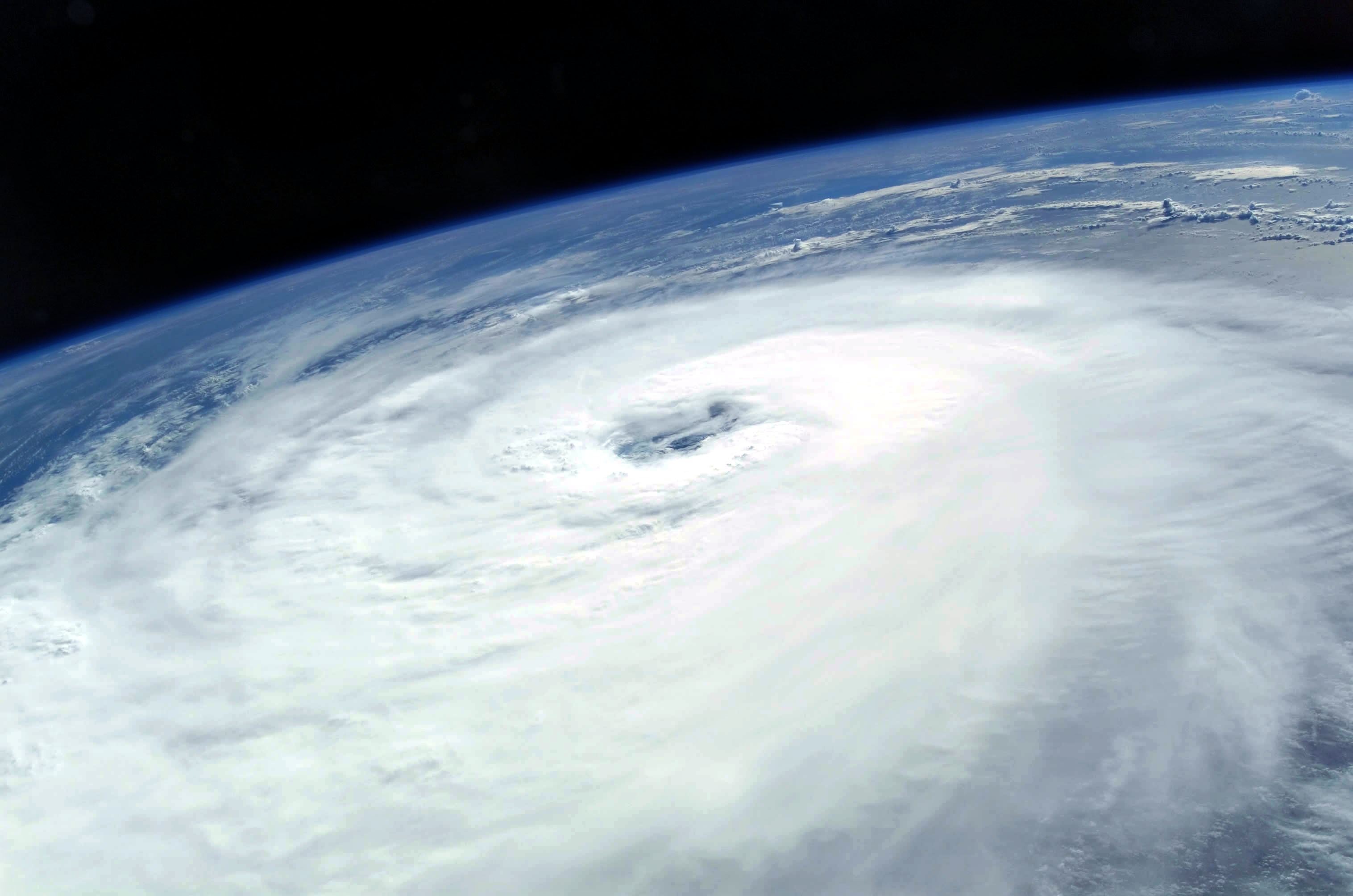
O furacão Helene visto do Ônibus espacial Atlantis (STS-115) em 17 de Setembro.

Na manhã de 16 de Setembro, a tempestade começou a desenvolver um olho irregular e fortaleceu-se para o furacão Helene. A intensidade nivelou-se com intensidade de um furacão de categoria 1 mínimo, assim que a intensificação foi afetada pela presença de ventos de cisalhamento moderados apesar da ausência de áreas de ar seco. No final daquela noite, a tempestade começou a se intensificar outra vez.
Em 17 de Setembro, a intensificação ficou mais rápida e Helene tornou-se rapidamente um furacão de categoria 2 naquela manhã assim que o olho ficou bem definido e rodeada por áreas de convecção profunda. Helene também começou a seguir para noroeste e desacelerou-se no Atlântico norte central, que foi em resposta ao enfraquecimento da alta subtropical mais ao norte criada pelo furacão Gordon, que também estava ao norte. A trajetória para noroeste e para o norte evitou que Helene ameaçasse a costa. A intensificação continuou pela tarde e naquela noite, Helene fortaleceu-se para um grande furacão com ventos constantes de 185 km/h e uma pressão central mínima de 962 mbar. Assim que os ventos de cisalhamento continuaram fracos e a temperatura da superfície do oceano continuava morno, Helene intensificou-se um pouco mais, alcançando a força de um furacão de categoria 3 bem consolidado, com ventos constantes de 195 km/h no começo da madrugada de 18 de Setembro. Naquele momento, Helene e Gordon estavam mais ou menos na mesma longitude no mar aberto. Operacionalmente, foi estimado que Helene tenha alcançado o pico de intensidade com ventos constantes de 205 km/h, mas análises pós-tempestades revelaram que os ventos máximos foram um pouco mais fracos.
Assim que Gordon movia-se para leste na tarde de 18 de Setembro, uma estreita crista de alta pressão construiu-se, forçando Helene a seguir para oeste. A parede de olho colapsou-se um pouco e Helene enfraqueceu-se ligeiramente para um furacão de categoria 2 e estabilizou-se nesta intensidade por cerca de 48 horas até 20 de Setembro devido a um prolongado ciclo de substituição da parede do olho e um padrão de nuvens alongado. Em 20 de Setembro, Helene voltou a seguir para o norte e enfraqueceu-se ligeiramente devido ao pequeno aumento dos ventos de cisalhamento. Naquela tarde, Helene foi desclassificada para um furacão de categoria 1, intensidade na qual Helene se estabilizou até se tornar um ciclone extratropical.
No começo da madrugada de 21 de Setembro, Helene começou a seguir para o norte assim que o sistema movia-se ao longo da periferia noroeste da alta subtropical. Aquele deslocamento para o norte continuou durante o dia. Entretanto, Helene começou a seguir para noroeste naquela noite ao longo do limite da alta subtropical, a leste de Bermudas. Uma diminuição nos ventos de cisalhamento e águas relativamente mornas, a 27 °C deixaram a intensidade de Helene estabilizada, como um furacão de categoria 1. A intensidade ficou em 130 km/h antes de se fortalecer ligeiramente no final de 22 de Setembro, apesar do sistema estar perdendo algumas características tropicais. Operacionalmente, Helene foi desclassificada para uma tempestade tropical por um breve momento. Então, Helene começou a acelerar para nordeste no Atlântico norte. Uma análise do satélite QuikSCAT no começo da madrugada de 23 de Setembro confirmou a intensidade de Helene, com ventos constantes de 145 km/h, intensidade logo abaixo a de um furacão de categoria 2.
Helene tornou-se uma tempestade "híbrida" com características tropicais e extratropicais naquela tarde, com um núcleo morno e a aparência de uma zona frontal assimétrica. depois, disto, os ventos de cisalhamento se intensificaram e Helene começou a se enfraquecer outra vez, embora a tempestade continuasse com força de furacão antes de se tornar totalmente um ciclone extratropical na manhã de 24 de Setembro. depois de se tornar um ciclone extratropical, a tempestade enfraqueceu-se assim que seguia para leste, tornando-se apenas um centro de ventania a oeste da Irlanda no começo de 27 de Setembro. Os remanescentes extratropicais de Helene fundiram-se com uma área de baixa pressão extratropical maior perto da porção norte das Ilhas Britânicas no final de 27 de Setembro.

## Impactos
Enquanto Helene era um ciclone tropical, o sistema nunca se aproximou de terra. Três navios foram afetados pelas bandas externas de tempestade do sistema; segundo um deles, o vento constante mais forte chegou a 91 km/h no começo da madrugada de 23 de Setembro no Atlântico norte. embora Helene continuasse longe da ilha, o furacão produziu ondas fortes em Bermudas. Como um ciclone extratropical enfraquecido, fortes rajadas de vento foram registrados na Irlanda e no norte da Escócia. A rajada de vento mais forte relatada na Irlanda foi observada no Observatório de Valentia, onde rajadas de vento de 91 km/h foram registrados. Na Escócia, a rajada de vento mais forte foi registrada na ilha de South Uist nas Hébridas Exteriores, onde rajadas de vento de 118 km/h foram registradas. Nenhum dano ou fatalidade foi relatada como resultado de Helene.